# 巴勃罗·拉里奥斯
巴勃罗·拉里奥斯（西班牙語：Pablo Larios，1960年7月31日—2019年1月31日），墨西哥男子足球运动员，司职守门员。他曾代表墨西哥国家队参加1986年国际足联世界杯，结果队伍止步八强赛。